# Clostera curtula
Clostera curtula (tên tiếng Anh: Chocolate-tip) là một loài bướm đêm thuộc họ Notodontidae. Loài này có ở châu Âu đến vùng Siberia.
Sải cánh dài 27–35 mm. Con trưởng thành bay từ tháng 4 đến tháng 9 tùy theo địa điểm.
Ấu trùng ăn dương, chủ yếu là Populus tremula, cũng như liễu.

## Hình ảnh

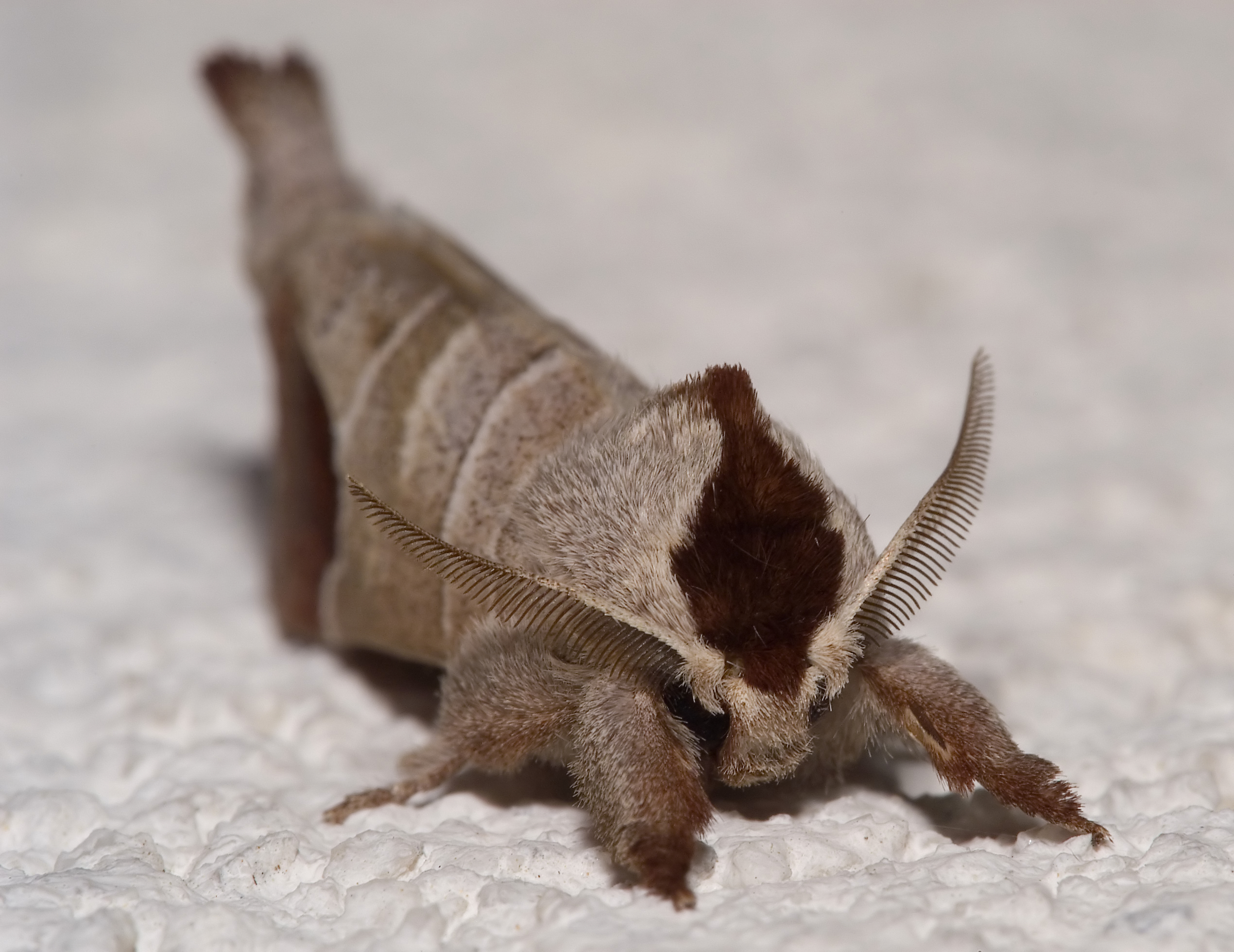
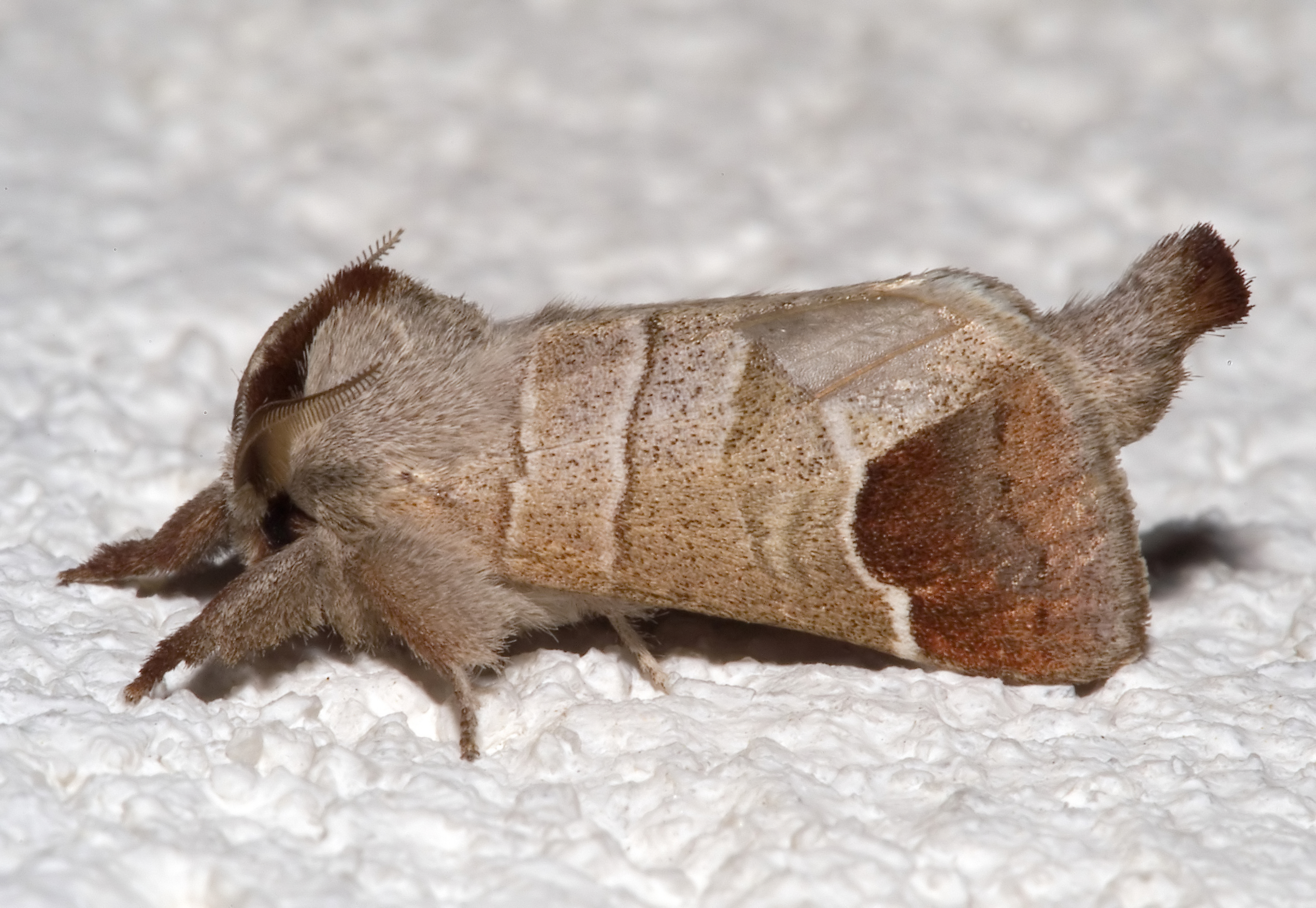
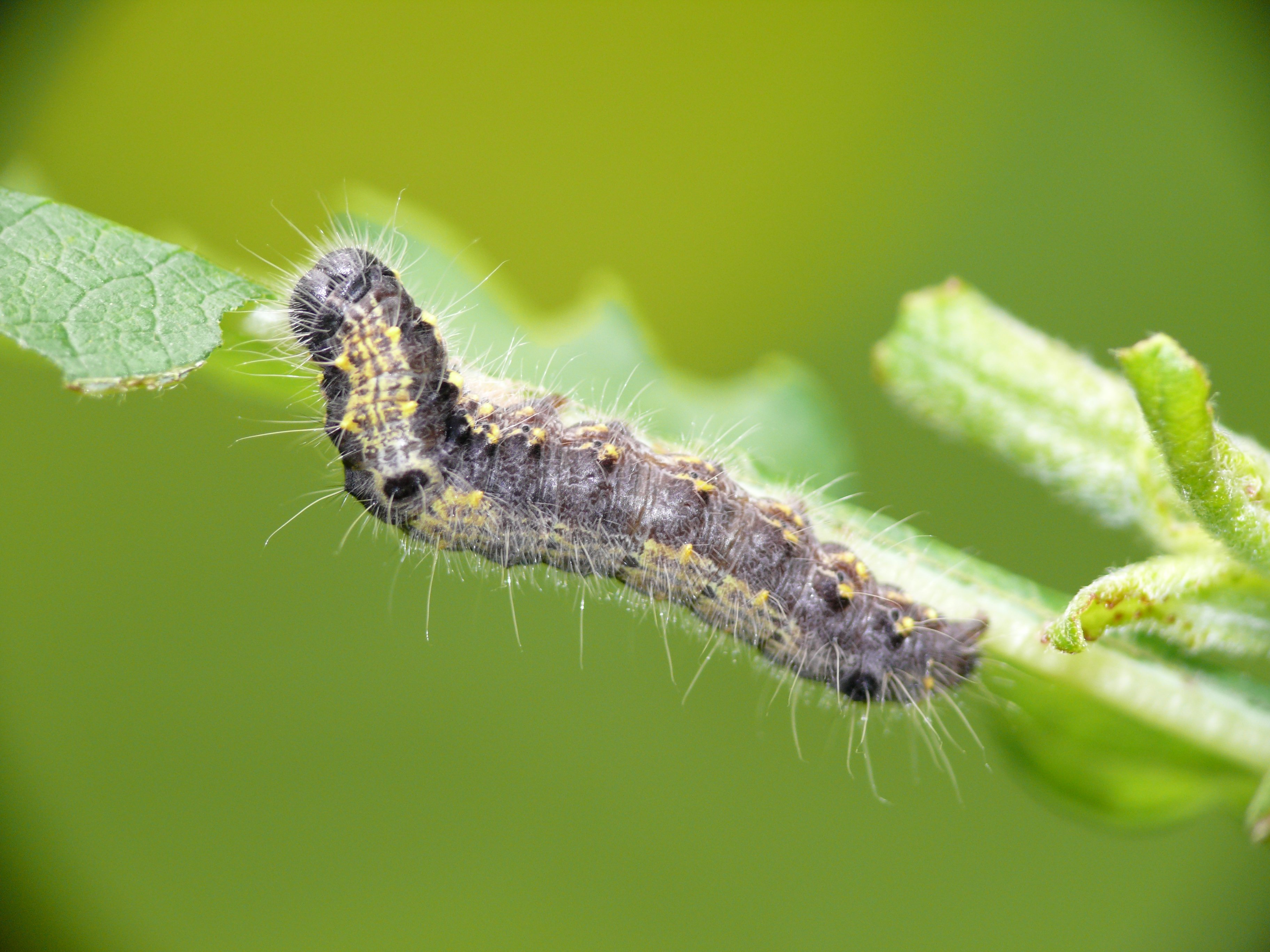